# South Whitley
South Whitley – miasto w Stanach Zjednoczonych, w stanie Indiana, w hrabstwie Whitley.